# Maurício Gugelmin
Maurício Gugelmin (Joinville, 20 de abril de 1963) é um ex-automobilista brasileiro notório por seus anos de competição na Fórmula 1 e nas divisões da Fórmula Indy: CART e Champ Car, sendo cinco temporadas na F1 e nove na Indy. Seu resultado de maior destaque a terceira colocação no GP do Brasil de 1989.
Abandonou a carreira em 2003 e, desde então, se dedica à função de empresário na área de florestas plantadas.

## Carreira

### Antes da Fórmula 1
Aos sete anos de idade, era a grande estrela da categoria "mini-fórmula", pilotando um carrinho vermelho, uma autêntica imitação da Ferrari. Começou a correr de kart aos oito anos de idade, sendo campeão citadino durante nove anos consecutivos. Em 1980 conquistou o título nacional de kart.
Em 1981 iniciou na Fórmula Fiat e logo no início, foi campeão brasileiro. Logo após o título da Fórmula Fiat, Maurício embarcou para a Europa, onde em 1982, conquistou o título da Fórmula Ford 1600 Britânica, com treze vitórias e onze poles. Superou vários desafios e, em 1983, foi o segundo colocado no campeonato da Fórmula Ford 2000 Britânica.
Em 1984 conquistou mais um título, agora, o de campeão da Fórmula Ford 2000 Européia. No ano seguinte, obteve sua maior glória ao vencer o campeonato da Fórmula 3 Britânica. Em 1985 venceu também o Grande Prêmio de Macau da Fórmula Três.
Chegou a ser cotado para ser piloto da Lotus em 1986, por sugestão de Ayrton Senna, que era amigo pessoal de Maurício, mas esse fato não foi consumado.

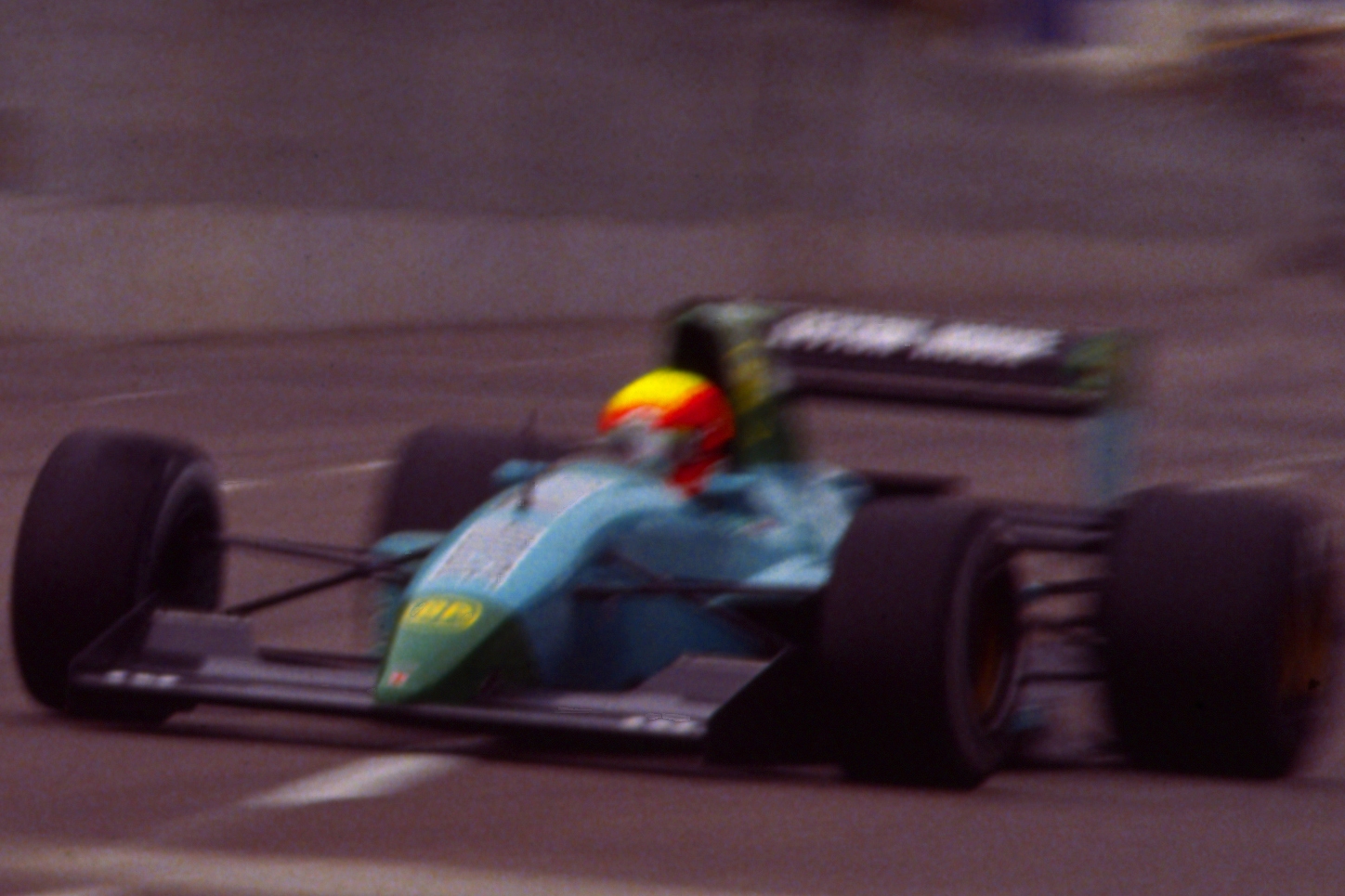
Gugelmin no Grande Prêmio dos Estados Unidos de 1991.

### Fórmula 1

#### March
Começou sua odisseia na categoria-mor do automobilismo em 1988, como futura revelação da March. Em 1989, conseguiu sua consagração, o 3º lugar no Grande Prêmio do Brasil daquele ano, onde chegou a disputar a 2ª posição com Alain Prost, além de muitos outros resultados que valeram para ele.

##### O acidente em Paul Ricard
Gugelmin sofreu um acidente memorável no Grande Prêmio da França de 1989. Na largada, o March de Maurício, que andava muito rápido no warm-up e que pretendia ganhar o máximo de posições, perde o ponto de freada antes da primeira curva e bate fortemente na traseira da Williams, de Thierry Boutsen, e da Ferrari de Nigel Mansell; por um instante, o March ficou completamente de ponta-cabeça no meio de um monte de carros. Após a aterrissagem, Gugelmin sai ileso e sem nenhum arranhão, tendo apenas o capacete arranhado. Porém, o acidente causou uma confusão geral que envolveu mais de vinte carros.
Na segunda largada, Gugelmin largou com o carro reserva, fazendo a volta mais rápida da prova, o que era praticamente uma vitória para Gugelmin após aquele enorme susto na largada.

#### Leyton House
No ano de 1990, o carro da March (agora rebatizada de Leyton House) não estava bem. Os motores da Judd estavam muito ruins e o brasileiro terminou com um ponto marcado. Não conseguiu vaga para o grid de largada em dois GPs: Canadá e México. Seu companheiro de equipe, o italiano Ivan Capelli, também não conseguiu se classificar para a corrida mexicana, apesar de ser superior ao brasileiro em quase todas as corridas.
Em 1991, seu último ano pela Leyton House (que voltaria a utilizar a alcunha March no fim do ano), não teve também muita sorte, mesmo com os motores da Ilmor. Gugelmin não marcou nenhum ponto.

#### Jordan
Transferiu-se para a Jordan em 1992. A equipe, sensação no ano anterior, agora com o motor Yamaha de doze cilindros. Era o ano em que a Jordan se afirmaria de vez na categoria.
Inicia-se a migração para a nova fábrica e tanto Gugelmin quanto o seu companheiro de equipe, o italiano Stefano Modena, estavam esperançosos com o campeonato. Mas, foi uma desilusão para ambos. Os dois pilotos só conseguiram se alinhar no final do grid em grande parte do campeonato (Modena não se classificou em quatro corridas). O carro não era nem sombra do ano anterior.
A equipe fechou o ano com um ponto, conquistado por Modena. Pelo segundo ano consecutivo, Maurício não marcou nenhum ponto também. Desiludido e sem perspectivas para o próximo campeonato, Gugelmin abandona a Fórmula 1. Seu nome chegou a ser cogitado para correr na Forti em 1995, mas outro brasileiro, Roberto Pupo Moreno, ganhou a vaga.

### Champ Car
Depois de deixar a Fórmula 1, na Europa, Maurício foi tentar a sorte na extinta Champ Car, nos Estados Unidos. De 1993 a 2001 foram temporadas de altos e baixos, época em que nunca teve um carro competitivo para a disputa do campeonato. Quase venceu a Indianapolis 500 de 1995.  Somente em 1997, na etapa de Vancouver, conseguiu sua tão sonhada vitória em categorias "top" do automobilismo.
Gugelmin entrou para a história como um piloto e homem tranquilo, ético e, acima de tudo, um bom amigo e desapegado das coisas materiais, com bem diz uma frase sua:
| “ | Não seja o homem mais rico no cemitério. | ” |

Isto resume "Big Mo", como era carinhosamente chamado no automobilismo.

## 500 Milhas de Indianápolis[1]
| Ano  | Final | Equipe       | Chassis | Motor | Pneus |
| ---- | ----- | ------------ | ------- | ----- | ----- |
| 1995 | 6º    | PacWest      | Reynard | Ford  | G     |
| 1994 | 11º   | Chip Ganassi | Reynard | Ford  | G     |

## Resultados naCART
| Ano  | Equipe       | Chassis | Motor    | Pneus | 1       | 2       | 3        | 4       | 5       | 6       | 7       | 8       | 9       | 10      | 11      | 12      | 13      | 14      | 15      | 16      | 17      | 18      | 19      | 20      | 21      | Pontos | Posição  |
| ---- | ------------ | ------- | -------- | ----- | ------- | ------- | -------- | ------- | ------- | ------- | ------- | ------- | ------- | ------- | ------- | ------- | ------- | ------- | ------- | ------- | ------- | ------- | ------- | ------- | ------- | ------ | -------- |
| 2001 | PacWest      | Reynard | Toyota   | F     | MON 15  | LBH Ret | FTW Canc | NZR DNP | MOT 12  | MIL 10  | DET 10  | POR Ret | CLE 10  | TOR 7   | MIC 15  | CHI 22  | MID 14  | ROA Ret | VAN 15  | LAU 16  | ROC 20  | HOU Ret | LAG Ret | SRF Ret | FON Ret | 17     | 24º      |
| 2000 | PacWest      | Reynard | Mercedes | F     | MIA 16  | LBH 10  | RIO Ret  | MOT Ret | NZR 2   | MIL 11  | DET 16  | POR Ret | CLE 10  | TOR Ret | MIC Ret | CHI 7   | MID Ret | ROA Ret | VAN Ret | LAG 7   | GAT Ret | HOU Ret | SRF 10  | FON Ret |         | 39     | 17º      |
| 1999 | PacWest      | Reynard | Mercedes | F     | MIA 11  | MOT 7   | LBH 14   | NZR 18  | RIO Ret | GAT Ret | MIL 8   | POR Ret | CLE Ret | ROA 12  | TOR 14  | MIC Ret | DET Ret | MID Ret | CHI Ret | VAN 4   | LAG 11  | HOU 6   | SRF Ret | FON 6   |         | 44     | 16º      |
| 1998 | PacWest      | Reynard | Mercedes | F     | MIA 10  | MOT Ret | LBH 10   | NZR Ret | RIO 9   | GAT 16  | MIL Ret | DET 19  | POR 7   | CLE Ret | TOR 12  | MIC 13  | MID 4   | ROA Ret | VAN 6   | LAG Ret | HOU Ret | SRF 12  | FON 5   |         |         | 49     | 15º      |
| 1997 | PacWest      | Reynard | Mercedes | F     | MIA 6   | SRF 17  | LBH 2    | NZR 9   | RIO Ret | GAT 6   | MIL 5   | DET Ret | POR 6   | CLE 15  | TOR 6   | MIC 6   | MID 7   | ROA 2   | VAN 1   | LAG 9   | FON 4   |         |         |         |         | 132    | 4º       |
| 1996 | PacWest      | Reynard | Ford     | G     | MIA Ret | RIO 7   | SRF 4    | LBH 15  | NZR 15  | MIC 2   | MIL 15  | DET 16  | POR 16  | CLE Ret | TOR 12  | MIC 3   | ROA Ret | MID Ret | VAN Ret | LAG 5   |         |         |         |         |         | 53     | 14º      |
| 1995 | PacWest      | Reynard | Ford     | G     | MIA 2   | SRF 4   | PHX 13   | LBH 5   | NZR 17  | IND 6   | MIL 14  | DET 15  | POR 7   | ROA Ret | TOR 12  | CLE Ret | MIC 11  | MID 6   | NHS 11  | VAN Ret | LAG 3   |         |         |         |         | 80     | 10º      |
| 1994 | Chip Ganassi | Reynard | Ford     | G     | SRF 6   | PHX 15  | LBH 7    | IND 11  | MIL 15  | DET 8   | POR Ret | CLE 8   | TOR Ret | MIC Ret | MID Ret | NHS 14  | VAN 5   | ROA Ret | NZR 10  | LAG Ret |         |         |         |         |         | 39     | 16º      |
| 1993 | Dick Simon   | Lola    | Ford     | G     | SRF     | PHX     | LBH      | IND     | MIL     | DET     | POR     | CLE     | TOR     | MIC     | NHM     | ROA     | VAN     | MID Ret | NZR Ret | LAG 13  |         |         |         |         |         | 0      | NC (37º) |

## Fórmula 1
(Legenda: Corridas em itálico indica volta mais rápida)
| Ano  | Equipe                         | Chassis            | Motor           | Pneus | 1       | 2       | 3       | 4       | 5       | 6       | 7       | 8       | 9       | 10      | 11      | 12      | 13      | 14      | 15      | 16      | Pontos | Posição  |
| ---- | ------------------------------ | ------------------ | --------------- | ----- | ------- | ------- | ------- | ------- | ------- | ------- | ------- | ------- | ------- | ------- | ------- | ------- | ------- | ------- | ------- | ------- | ------ | -------- |
| 1992 | Sasol Jordan Yamaha            | Jordan 192         | Yamaha OX99 V12 | G     | AFS 11º | MEX Ret | BRA Ret | ESP Ret | SMR 7º  | MON Ret | CAN Ret | FRA Ret | GBR Ret | ALE 15º | HUN 10º | BEL 14º | ITA Ret | POR Ret | JAP Ret | AUS Ret | 0      | NC (23º) |
| 1991 | Leyton House Racing            | Leyton House CG911 | Ilmor LH10 V10  | G     | EUA Ret | BRA Ret | SMR 12º | MON Ret | CAN Ret | MEX Ret | FRA 7º  | GBR Ret | ALE Ret | HUN 11º | BEL Ret | ITA 15º | POR 7º  | ESP 7º  | JAP 8º  | AUS 14º | 0      | NC (25º) |
| 1990 | Leyton House Racing            | Leyton House CG901 | Judd EV V8      | G     | EUA 14  | BRA DNQ | SMR Ret | MON DNQ | CAN DNQ | MEX DNQ | FRA Ret | GBR DNS | ALE Ret | HUN 8º  | BEL 6º  | ITA Ret | POR 12º | ESP 8º  | JAP Ret | AUS Ret | 1      | 18º      |
| 1989 | Leyton House Racing            | March 881          | Judd EV V8      | G     | BRA 3º  | SMR Ret |         |         |         |         |         |         |         |         |         |         |         |         |         |         | 4      | 16º      |
| 1989 | Leyton House Racing            | March CG891        | Judd EV V8      | G     |         |         | MON Ret | MEX DNQ | EUA Ret | CAN Ret | FRA NC  | GBR Ret | ALE Ret | HUN Ret | BEL 7º  | ITA Ret | POR 10º | ESP Ret | JAP 7º  | AUS 7º  | 4      | 16º      |
| 1988 | Leyton House March Racing Team | March 881          | Judd CV V8      | G     | BRA Ret | SMR 15º | MON Ret | MEX Ret | CAN Ret | DET Ret | FRA 8º  | GBR 4º  | ALE 8º  | HUN 5º  | BEL Ret | ITA 8º  | POR Ret | ESP 7º  | JAP 10º | AUS Ret | 5      | 13º      |